# Eysenhardtia texana
Eysenhardtia texana är en ärtväxtart som beskrevs av Scheele. Eysenhardtia texana ingår i släktet Eysenhardtia och familjen ärtväxter. Inga underarter finns listade i Catalogue of Life.